# Piz Urlaun
Il Piz Urlaun (3.359 m s.l.m.) è una montagna delle Alpi Urano-Glaronesi nelle Alpi Glaronesi.

## Descrizione
Si trova in Svizzera tra il Canton Glarona ed il Canton Grigioni. Si può salire sulla vetta partendo dalla Camona da Punteglias (2.311 m).